# Brenda Spaziani
Brenda Spaziani (* 2. Januar 1984 in Frosinone) ist eine italienische Wasserspringerin. Sie startet für den Verein AEK Rom im 10-m-Turm- und Synchronspringen, trainiert wird sie von Giorgio Cagnotto.
Spaziani bestritt ihre erste internationale Meisterschaft bei der Weltmeisterschaft 2003 in Barcelona und erreichte mit Valentina Marocchi im 10-m-Synchronspringen im Halbfinale Rang neun. Das Duo wurde zudem bei der Sommer-Universiade 2003 in Daegu Sechster. Im folgenden Jahr 2004 gewann sie ihre erste und bislang einzige internationale Medaille. Bei der Europameisterschaft in Madrid erreichte sie mit Marocchi vom Turm die Bronzemedaille. Auch bei der Europameisterschaft 2006 in Budapest und 2009 in Turin erreichte das Duo das Finale des 10-m-Synchronwettbewerbs und erreichte jeweils Rang vier. 2009 errang Spaziani mit Rang acht zudem ihr bestes Ergebnis in einem Einzelwettbewerb vom Turm. Bei der Heimweltmeisterschaft 2009 in Rom verpasste sie mit Marocchi als Zehnte des Synchronspringens den Einzug ins Finale nur knapp.
Spaziani verpasste die teaminterne Qualifikation zu den Olympischen Spielen 2004 und 2008. Nach dem Rücktritt von Marocchi im Jahr 2010 konzentrierte sie sich auf das Einzelspringen, verpasste aber die Qualifikation zur Welt- und Europameisterschaft 2011.
Sie hat an der Universität La Sapienza in Rom Psychologie studiert.